# Nicolas Pona
Nicolas Pona, né le 15 novembre 1968 à Mont-de-Marsan, est un scénariste de bande dessinée français.

## Biographie
Nicolas Pona a quitté le système de l'éducation nationale à 14 ans pour travailler d'abord comme carreleur puis menuisier  et pour finir, étudiant en architecture. Il rencontre alors Fred Duval, auteur de Travis qui l'encourage à se consacrer uniquement au scénarisme .
En 2017, il participe au Guide de Paris en bandes dessinées (éditions Petit à Petit) .

## Œuvres

### Albums
- Ectis, scénario de Nicolas Pona, dessins de Sandro, Nucléa²

1. Fantasia décalée, 2003  (ISBN 2-914235-60-7) [3]

- Le Cycle d'Ostruce, scénario de Nicolas Pona, dessins de Christophe Dubois, Le Lombard, collection « Portail »

1. L'Héritier du dragon, 2007  (ISBN 978-2-8036-2157-6)
2. Héria, 2008  (ISBN 978-2-8036-2375-4)
3. Désillusion, 2009  (ISBN 978-2-8036-2519-2)
4. Le Désespoir des Dracks, 2010  (ISBN 978-2-803-62643-4)

- Les Terres de Sienn[4], scénario de Jean-Luc Istin et Nicolas Pona, dessins de François Gomès, Soleil Productions

1. L'Héritage de Yarlig, 2008  (ISBN 978-2-302-00103-9)
2. Le Souffle d'absynthe, 2009  (ISBN 978-2-302-00374-3)
3. La Vie des morts, 2013  (ISBN 978-2-302-01291-2)

- Dolls Killer, scénario de Nicolas Pona, dessins de Sergio Bleda, Soleil Productions, collection « Serial Killer »

1. Dolls Killer, 2008  (ISBN 978-2-302-00107-7) [5],[6]
2. Dolls Killer 2, 2009  (ISBN 978-2-302-00643-0) [7]

- La 6e heure, scénario de Nicolas Pona, dessins de Juan E. Ferreyra, Soleil Productions, collection « Secrets du Vatican »

1. Dernier corps, 2010  (ISBN 978-2-302-01112-0)
2. La Chute de l'ange, 2011  (ISBN 978-2-302-01823-5)

- Déluge, scénario de Nicolas Pona, dessins de Jesús Hervás Millán, Soleil Productions, collection « Anticipation »

1. Retour, 2011  (ISBN 978-2-302-01767-2)

- Carabosse, scénario de Nicolas Pona, dessins de Jean-Marie Minguez, Le Lombard

1. Le Bal[8], 2011  (ISBN 978-2-8036-2770-7)
2. L'Amour d'une fée, 2012  (ISBN 978-2-8036-3048-6)